# Новониколаевка (Балаклейский район)
Новоникола́евка (укр. Новомиколаївка) — село,
Асеевский сельский совет,
Балаклейский район,
Харьковская область, Украина.
Код КОАТУУ — 6320280403. Население по переписи 2001 г. составляет 50 (20/30 м/ж) человек.

## Географическое положение
Село Новониколаевка
состоит из 2-х частей, разнесенных на 1 км, расположено по сторонам заболоченной балки, по дну которой протекает река Кисель с многочисленными запрудами.

## Транспорт
Из-за отсутствия стабильного пассажиро-потока и дорог с твердым покрытием в селе Новониколаевка нет регулярного транспортного обслуживания.

## Предприятия
- Компрессорная станция «Шебелинка».